# Liste der Monuments historiques in Fontains
Die Liste der Monuments historiques in Fontains führt die Monuments historiques in der französischen Gemeinde Fontains auf.

## Liste der Bauwerke
| Bezeichnung                 | Beschreibung | Standort | Kennzeichnung | Schutzstatus | Datum | Bild           |
| --------------------------- | ------------ | -------- | ------------- | ------------ | ----- | -------------- |
| Kirche St-Jacques-le-Majeur |              | (Lage)   | PA00087005    | Inscrit      | 1926  | weitere Bilder |

## Liste der Objekte
| Bezeichnung | Beschreibung          | Standort                                  | Kennzeichnung | Schutzstatus | Datum | Bild |
| ----------- | --------------------- | ----------------------------------------- | ------------- | ------------ | ----- | ---- |
| Beichtstuhl | Holz, 18. Jahrhundert | in der Kirche St-Jacques-le-Majeur (Lage) | PM77000691    | Classé       | 1955  |      |